# 1816 в Україні

## Події
● створення  "Товариства галицьких греко-католицьких священників для поширення письма, просвіти і культури серед вірних".

## Особи

### Народились
- 4 січня, Шухевич Осип (1816—1870) — український галицький греко-католицький священик, письменник, перекладач, громадський та освітній діяч.
- 19 лютого, Кореницький Порфирій (1816—1854) — український поет.
- 3 березня, Герман (Клиць) (1816—1890) — архімандрит, настоятель Святогірського монастиря.
- 11 березня, Афанасьєв-Чужбинський Олександр Степанович (1816—1875) — український письменник, етнограф, фольклорист, історик, мовознавець, мандрівник.
- 16 квітня, Бонковський Денис Федорович (1816—1881) — український поет, композитор, перекладач.
- 16 квітня, Мох Рудольф Іванович (1816—1892) — священик Української Греко-Католицької церкви, письменник, громадський діяч. Один із продовжувачів справи «Руської Трійці», діяч Головної Руської Ради, секретар «Руської Ради народної».
- 21 квітня, Рославський Олександр Петрович (1816—1871) — російський статистик, історик, професор і ректор Харківського університету.
- 20 травня, Аркас Микола Андрійович (1816—1881) — генерал-ад'ютант, адмірал.
- 24 травня, Бойко Ярина Григорівна (1816—1865) — сестра Тараса Шевченка.
- 10 серпня, Похилевич Лаврентій Іванович (1816—1893) — український краєзнавець.
- 20 серпня, Ходот Андрій Варфоломійович (1816—1869) — відомий медик часів Російської імперії.
- 12 вересня, Барон де Шодуар Максиміліан Станіславович (1816—1881) — російський ентомолог франко-польського походження.
- 24 вересня, Чалий Михайло Корнійович (1816—1907) — український педагог і громадсько-культурний діяч, літератор, перший біограф Т. Г. Шевченка.
- 16 жовтня, Іван (Ступницький) (1816—1890) — церковний діяч, єпископ Перемишльської єпархії УГКЦ, аматор-археолог та нумізмат.
- 25 листопада, Рафалович Артем Олексійович (1816—1851) — науковець у галузі медицини Російської імперії єврейського походження, етнограф, епідеміолог, мандрівник. Доктор медицини.
- Баранюк Петро (1816—1880) — український майстер кераміки, один з основоположників косівської школи керамічного розпису.
- Головацький Іван Федорович (1816—1899) — український громадський діяч, журналіст, видавець, поет, перекладач.
- Францішек Генрик Духінський (1816—1893) — український та польський історик, публіцист, громадський діяч.
- Яворський Павло (1816—1878) — декан УГКЦ, посол до Галицького сейму в 1870—1876 роках.
- Ясеницький Павло (1816—1882) — греко-католицький священик, парох Самбора, посол Галицького сейму в 1877—1882 роках.

### Померли
- 11 вересня, Іоїль Воскобойников (1742—1816) — бібліотекар Києво-Печерської Лаври, проповідник, архімандрит Київського Видубицького монастиря.
- 3 жовтня, Ян Якуб Шимонович (1740—1816) — церковний діяч, архієпископ львівський вірменської католицької церкви (1801—1816).
- Палицин Олександр Олександрович (1749—1816) — просвітник, поет, архітектор, громадський діяч.
- Пилип Олізар (1750—1816) — шляхтич руського походження, камергер (шамбелян) короля Станіслава Августа Понятовського, підчаший Великого князівства Литовського, маршалок Головного Коронного трибуналу.

## Засновані, створені
- Львівський торговельно-економічний університет
- Національний університет «Львівська політехніка»
- Херсонеський маяк
- Ренійський морський торговельний порт
- Костел святого Івана Хрестителя (Біла Церква)
- Свято-Вознесенський храм (Станіславчик)
- Церква Всіх Святих (Одеса)
- Церква Покрови Пресвятої Богородиці (Ланівці)
- Арциз
- Березине
- Божки (Яготинський район)
- Веселий Кут (Арцизький район)
- Новомиколаївка (Єланецький район)
- Новотроїцьке (Новотроїцький район)
- Петрівка (Генічеський район)
- Сиваське

## Видання, твори
- Харьковскій Демокритъ